# 鍾炌
鍾炌（？—1646年），字淑憲，號昭明，江西袁州府分宜縣人，明朝、南明政治人物。

## 生平
鍾炌是天啟元年（1621年）举人，天啟二年（1622年）联捷壬戌科進士，吏部观政，獲授中書舍人，七年顺天同考，遷任戶科給事中，到崇禎二年陞為禮科右给事中，三年升吏科左，湖广主考，升礼科都給事中。他個性縝密，不隨便說話，但彈劾奄黨時不畏強權。五年升太常寺少卿，六年升大理寺右少卿，七年升順天府府尹，九年升大理寺卿、工部右侍郎，十年升吏部左侍郎，十一年升左都御史，因袁州賦稅繁重，遼東加派糧餉，故特別上疏請求免收袁州稅收，未得允許。十二年被革职。崇禎九年（1636年）唐王朱聿鍵出兵勤王到裕州，部議時鍾炌建議廢為唐王庶人，很快因為在會審忤逆旨意，削籍歸鄉十多年；唐王登基為隆武帝，徵召他和劉若金、劉安行出任官職，任命他為左都御史。福京失陷，他和羅萬象到南京，自稱是孫之獬舊交，請洪承疇錄用，被勒令回籍後去世。